# Mitteljura
| ❮ | System  | Serie      | Stufe         | ≈ Alter (mya) |
| ❮ | später  | später     | später        | jünger        |
| - | ------- | ---------- | ------------- | ------------- |
| ❮ | J u r a | Oberjura   | Tithonium     | 145 ⬍ 152,1   |
| ❮ | J u r a | Oberjura   | Kimmeridgium  | 152,1 ⬍ 157,3 |
| ❮ | J u r a | Oberjura   | Oxfordium     | 157,3 ⬍ 163,5 |
| ❮ | J u r a | Mitteljura | Callovium     | 163,5 ⬍ 166,1 |
| ❮ | J u r a | Mitteljura | Bathonium     | 166,1 ⬍ 168,3 |
| ❮ | J u r a | Mitteljura | Bajocium      | 168,3 ⬍ 170,3 |
| ❮ | J u r a | Mitteljura | Aalenium      | 170,3 ⬍ 174,1 |
| ❮ | J u r a | Unterjura  | Toarcium      | 174,1 ⬍ 182,7 |
| ❮ | J u r a | Unterjura  | Pliensbachium | 182,7 ⬍ 190,8 |
| ❮ | J u r a | Unterjura  | Sinemurium    | 190,8 ⬍ 199,3 |
| ❮ | J u r a | Unterjura  | Hettangium    | 199,3 ⬍ 201,3 |
| ❮ | früher  | früher     | früher        | älter         |

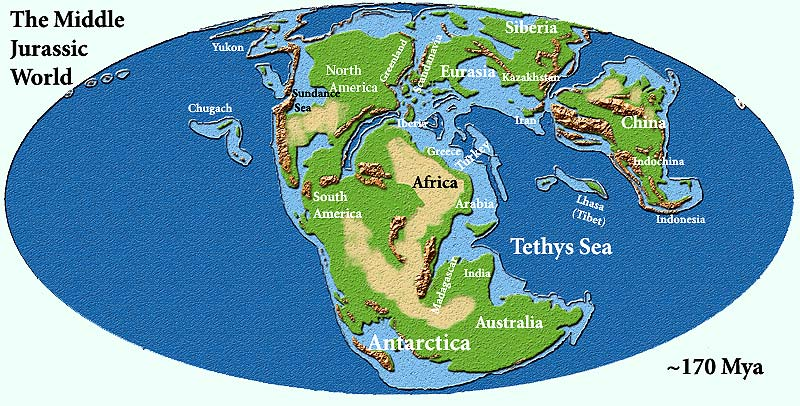
Weltkarte zur Zeit des Mitteljura

Der Mitteljura (oder Mittlerer Jura) ist die mittlere chronostratigraphische Serie des Jura in der Erdgeschichte. In der älteren Literatur, zum Teil auch noch in der populärwissenschaftlichen Literatur wird diese Serie häufig auch als Dogger oder Brauner Jura (Braunjura) bezeichnet. Im Süddeutschen Jura wird der Begriff Brauner Jura im Rahmen der lithostratigraphischen Gliederung (im Sinne einer Gruppe von Formationen) weiter verwendet. Auch der Begriff Dogger wird zur lithostratigraphischen Untergliederung des Norddeutschen Jura noch benutzt. Die Serie des Mittleren Jura wird von der Serie des Unteren Jura unterlagert und vom Oberen Jura überlagert. Sie entspricht in etwa dem Zeitraum von 174.1 Millionen bis 163.5 Millionen Jahren.

## Ältere Bezeichnungen
In älteren wissenschaftlichen Arbeiten, vor allem aber in der populärwissenschaftlichen Literatur (zum Teil auch heute noch) wird dieser Zeitabschnitt der Erdgeschichte meist als Brauner Jura (Braunjura) oder Dogger bezeichnet. Dies ist jedoch nicht korrekt, da hier zwei verschiedene stratigraphische Gliederungen (Chronostratigraphie und Lithostratigraphie) vermischt werden. Die lithostratigraphische Einheit des Braunen Jura in Süddeutschland ist in erster Linie von eisenführenden braunen Sandsteinen und Tonen geprägt. Da die Ablagerungen des Braunen Jura regional bereits vor Beginn des Mitteljura einsetzen und in weiten Bereichen des Süddeutschen Jura deutlich in den Oberjura hinein reichen, ist der lithostratigraphische Begriff Brauner Jura nicht exakt gleichbedeutend mit der chronostratigraphischen Mitteljura-Serie.
Auch der Begriff Dogger wird für die Serie des Mittleren Jura noch häufig gebraucht. Die Bezeichnung Dogger stammt aus der englischen Steinbruchindustrie. Er ist heute in der Form Norddeutscher Dogger provisorisch für eine lithostratigraphische Gruppe im Mitteljura Norddeutschlands reserviert. Allerdings ist über die Grenzziehung und Verwendung der lithostratigraphischen Einheit Norddeutscher Dogger in Mittel- und Norddeutschland noch nicht endgültig entschieden.

## Untergliederung
Die Serie des Mittleren Jura wird in die folgenden chronostratigraphischen Stufen untergliedert:
- System: Jura (201.3–145 mya)
  - Serie: Oberjura (163.5–145 mya)
  - Serie: Mitteljura (174.1–163.5 mya)
    - Stufe: Callovium (166.1–163.5 mya)
    - Stufe: Bathonium (168.3–166.1 mya)
    - Stufe: Bajocium (170.3–168.3 mya)
    - Stufe: Aalenium (174.1–170.3 mya)

  - Serie: Unterjura (201.3–174.1 mya)

## Faunen
Im Mittleren Jura herrschte warmes Klima, und Ammoniten sind, wie im gesamten Jura, wichtige Leitfossilien, anhand derer die weitere biostratigraphische Feinunterteilung der Stufen erfolgt. Im Mittleren und Oberen Jura entstanden die ersten Eidechsen.